# Musiques du monde

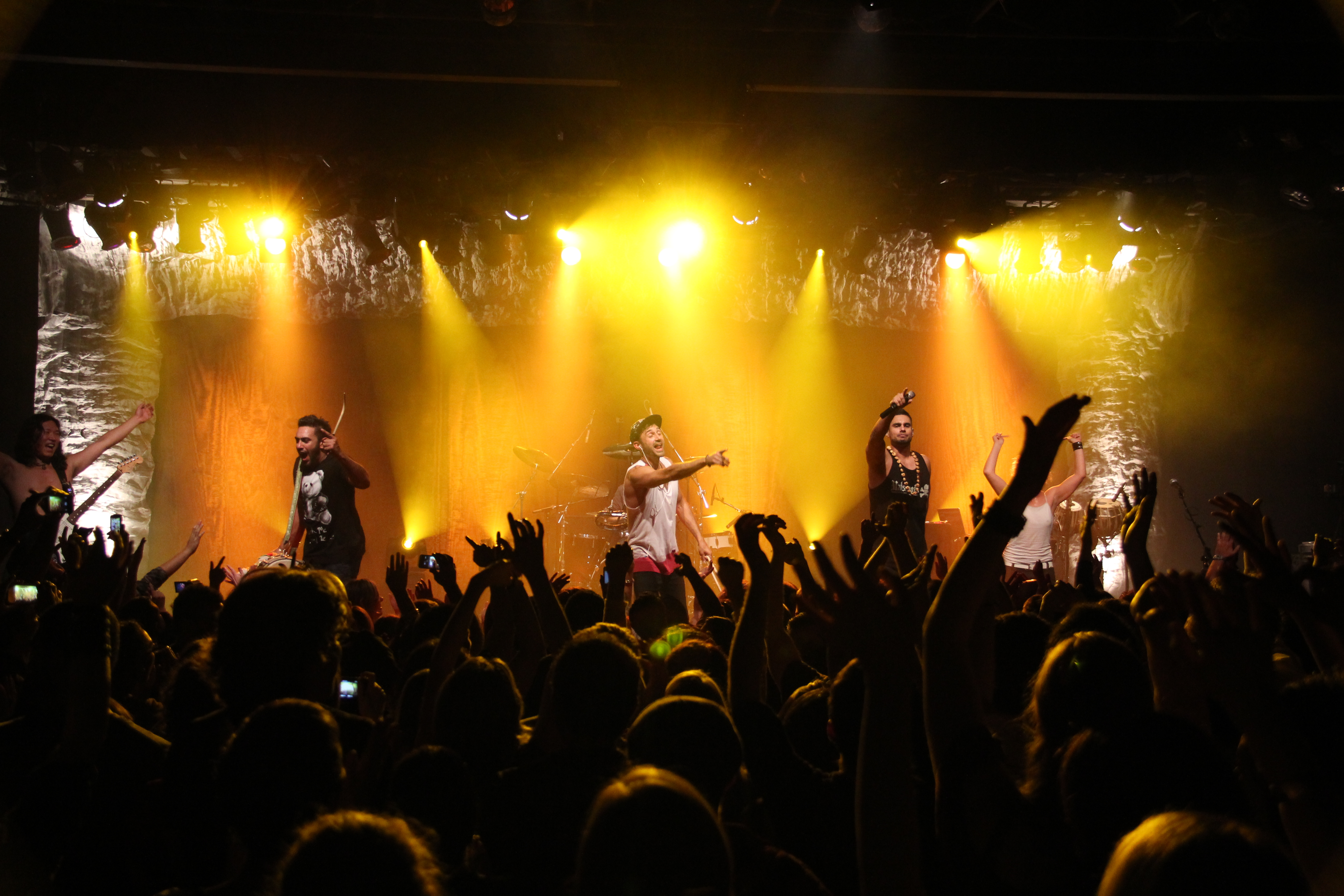
Delhi 2 Dublin.

L’expression musiques du monde (correspondant à world music, folk music ou ethnic music en anglais, weltmusik en allemand, suono mondiale en italien) est un terme générique qui désigne les musiques qui ne font pas partie des principaux courants occidentaux contemporains que sont la pop, le rock, la musique classique, le jazz, le rap et la musique électronique, et qui contiennent des composantes ethniques ou traditionnelles. Par exemple, la musique bretonne et la musique basque sont des musiques traditionnelles des régions françaises. Enfin et comme son nom l'indique, cette dénomination se rapporte aux genres musicaux de régions, pays ou continents ; elle ne se limite pas obligatoirement aux folklores.
L’expression plurielle « musiques » est préférée au singulier « musique » car elle rend davantage compte de la réalité diverse des cultures du monde et de leurs expressions musicales. La « musique du monde » serait plus abstraite, désignant alors soit une partie des musiques du monde (la musique du monde arabe, par exemple) soit plus souvent, une tendance musicale récente correspondant à une fusion de divers genres ou styles. Il faudrait alors la traduire plus précisément par « musique du monde » ou world music.

## Définition
Le terme Weltmusik fut employé pour la première fois en 1906 par Georg Capellen, un musicologue allemand, alors qu'il rêvait d'un nouveau souffle pour la musique occidentale trouvé à partir d'emprunts ou de mélanges d'éléments exotiques ou orientaux.
Depuis les années 1960, certains ethnomusicologues, emploient l'expression world music, pour les musiques traditionnelles propres à chaque pays (et souvent de leurs propres pays ou régions), qu'elles soient « classiques », « savantes » ou « folkloriques ».
Le terme « Musique du monde » a pris son envol dans les années 1980, lorsque des artistes occidentaux bien connus comme Peter Gabriel, Paul Simon et Sting ont commencé à intégrer des éléments de musique non occidentale dans leurs propres répertoires, par fascination personnelle. L'expression « musiques du monde », désormais traduite, désigne aussi, et plus souvent avec l’expression anglaise world music les musiques nouvelles résultant d’un métissage culturel des patrimoines musicaux variés (style, genre, origine, etc.) émanant de cultures traditionnelles d’une part, et de courants actuels, souvent occidentaux, tels le jazz, le rock, etc. Elles résultent non seulement de déterminants musicaux et sociologiques mais aussi technologiques avec l'invention de l'échantillonneur qui peut reproduire les sons des instruments exotiques. Ces musiques sont toutefois bien antérieures et ont commencé à apparaître dès les années 1960, parfois sous le nom d'ethno-jazz ou de « musique ethnique », mais aussi de folk rock.
Lorsque le terme World music est devenu le terme prédominant dans les années 1980, une série d'expressions étaient déjà à la mode comme musiques extra-européennes, musiques extra-occidentales, musiques exotiques, musiques primitives ou musiques ethniques. D'autres termes ont également été inventés dans les années 1980 : global sound, ethno pop, world beat, world fusion, global fusion, transmusic.
En 1985, lors d'une réunion à Londres, trois producteurs dont Peter Gabriel ont créé le concept marketing de world music qui désigne la musique occidentale empruntant des éléments musicaux à diverses cultures du monde. Comme cette dénomination a aussi été utilisée à des fins de classification par les disquaires, il en résulte souvent une confusion : des artistes traditionnels, héritiers de longues générations de musiciens classiques de leur pays, côtoient d’autres artistes, héritiers eux de la mondialisation, cherchant une voie nouvelle en mêlant diverses musiques. Ces genres ne sont toutefois pas exclusifs l’un de l’autre mais complémentaires, car ce sont bien souvent les mêmes artistes qui pratiquent à la fois une musique traditionnelle un jour et une musique actuelle, métissée, un autre jour. Selon que l’on privilégie la tradition ou la création, on se tourne vers le passé ou le futur ; il s’agit simplement d’une autre démarche que chacun appréciera en fonction de ses goûts.
La confusion du concept est encore manifeste lorsque dans certains pays comme les États-Unis ou la musique française de variétés ou rock est classée au rayon world music des grands magasins de disques par méconnaissance de l'Europe comme une entité culturelle. [réf. nécessaire]
Les francophones ont traduit le terme world music par les termes de « sono mondiale » ou « musiques du monde » qui désignent les musiques non occidentales savante et populaire. Le terme de « sono mondiale » a été employé par les journalistes d’Actuel et Radio Nova dès les années 1980 pour décrire la mondialisation du patrimoine musical et le métissage des influences ; Paris a eu un rôle majeur de carrefour d’artistes dans l’émergence de cette scène, déjà dans les années 1960 et 1970, puis dans les années 1980 avec des producteurs comme Martin Meissonier ou Philippe Constantin. La version commerciale des musiques du monde a alors supplanté les versions traditionnelles étudiés par les ethnomusicologues. Mais depuis la dernière décennie du XXe siècle, la world music fait également référence aux musiques purement traditionnelles. Le Guide des difficultés de rédaction en musique considère que le terme world music est un emprunt lexical, la forme française correcte étant musique du monde.
Vers le milieu des années 2000, une bande de producteurs et de DJ's ont été largement inspirés par les sonorités et les rythmes accessibles via Internet, ce qui a permis une écoute encore renouvelé pour les générations actuelles.

## Classification
La catégorie Musiques du monde du Principes de classement des documents musicaux associe à une catégorisation régionale des subdivisions communes spécifiques :
- 9.0x	Subdivisions communes générales
- 9.08	Peuples en diaspora, regroupements particuliers (faire suivre des subdivisions communes spécifiques)
- Subdivisions communes spécifiques :
  - 1 Musiques savantes ou traditionnelles
    - 11 Musique savante extra-occidentale
    - 12 Musique rituelle et religieuse
    - 13 Musique traditionnelle et de collectage
    - 14 Chants de lutte et de travail traditionnels

  - 2 Musiques modernes ou traditionnelles modernisées
    - 21 Nouvelles musiques d'inspiration traditionnelle (country, traditionnel électrifié)
    - 22 Nouvelles musiques du monde (africaine, salsa, rumba..)
    - 23 Variété et chanson, Chanson française

  - 3 Métissages entre deux traditions distinctes
  - 5 Traditions juives
  - 6 Traditions islamiques
  - 7 Tsiganes
  - 8 Monde méditerranéen
- 9.1 Afrique, musique camerounaise, reggae, rap congolais..
- 9.2 Maghreb, Proche-Orient, Moyen-Orient [Monde arabe]
- 9.3 Asie, zen, chan
- 9.4 Extrême-Orient
- 9.5 Europe de l'Est et méridionale
- 9.6 France (tranche indiciaire d'usage national ou local)
- 9.7 Europe, Ouest et Nord
- 9.8 Amérique du Nord, country
- 9.9 Amérique latine (dont musique latine et musique andine)

## Quelques labels
- Al Sur
- Crammed Discs
- Egrem
- Folkways Records
- Homerecords
- Nonesuch Records (appartenant au Warner Music Group)
- Ocora Radio France
- INEDIT/Maison des Cultures du Monde[11]
- Putumayo World Music
- Real World (fondé par Peter Gabriel), avec ceci, il crée dix nouveaux albums emblématiques et les réédite dans la collection RealWorld Gold
- World Circuit Records
- Buda music

## Festivals
- Les Grimaldines, festival des Musiques du Monde & des arts de la rue, depuis près de 25 ans à Grimaud (Golfe de Saint-Tropez, Var)
- World Music Festiv'Alpe, canton de Vaud en Suisse romande
- Africajarc, à Cajarc
- Rio Loco, à Toulouse
- Festival Convivencia, à Toulouse
- Musiques Métisses, à Angoulême
- Villes des Musiques du Monde